# Henryszew
Henryszew (niem. Heinrichsdorf) – wieś sołecka w Polsce położona w województwie mazowieckim, w powiecie grodziskim, w gminie Jaktorów.
W latach 1975–1998 miejscowość administracyjnie należała do województwa skierniewickiego.